# Trypanosoma equinum
Espèce
Trypanosoma equinum est une espèce de parasites de l'ordre des Trypanosomatida. Ce parasite cause une pathologie similaire au surra chez les chevaux et ruminants en Amérique du Sud. Il peut être transmis par le Vampire commun (Desmodus rotundus) ou par des mouches piqueuses comme celles des genres Tabanus ou Stomoxys. Cette espèce est parfois considérée comme une forme dyskinétoplastique de T. evansi.